# Dolmen von Cazarils

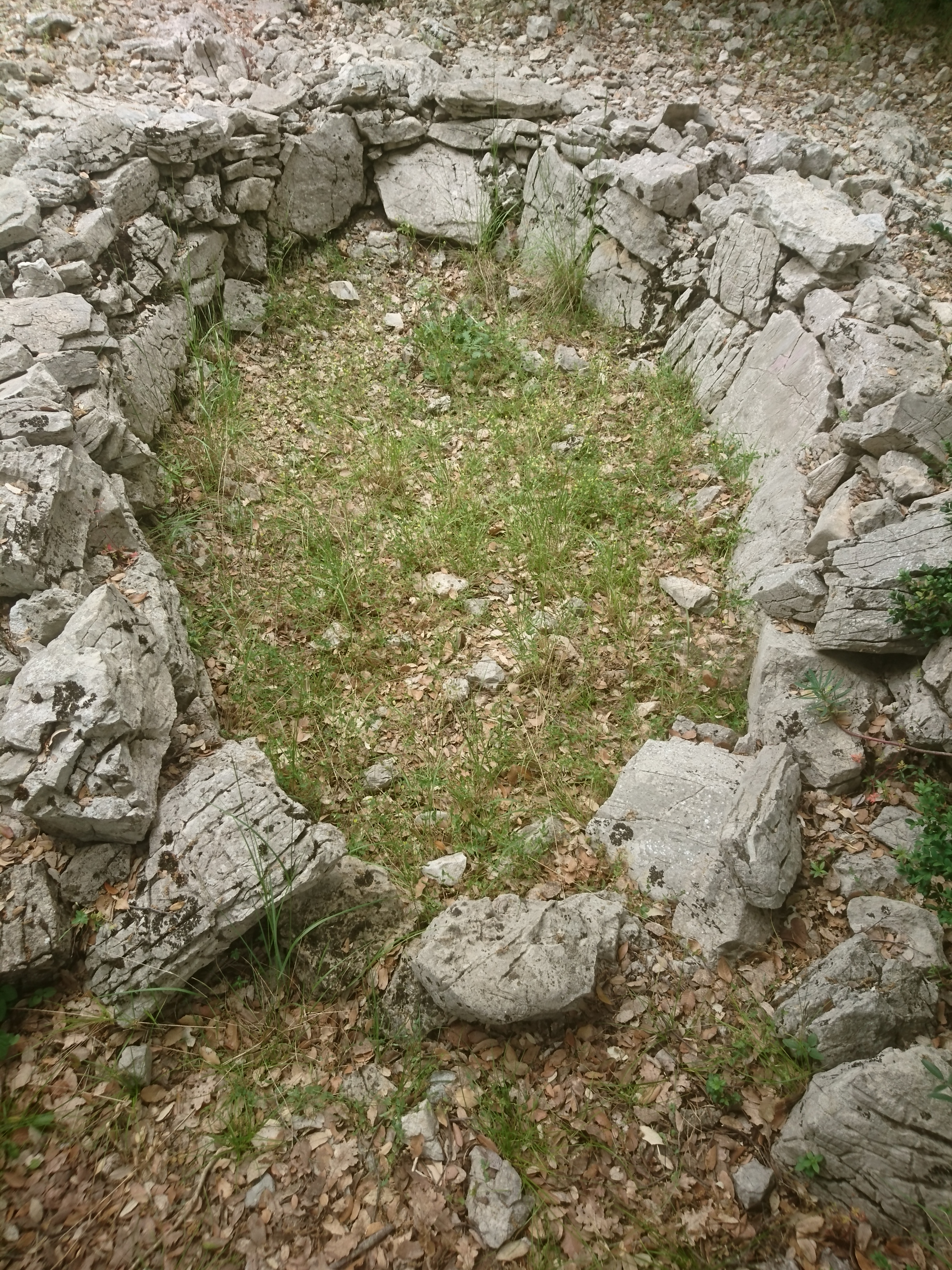
Dolmen von Cazarils 3 (C)

Die ovalen Dolmen von Cazarils 1 bis 3 liegen im Wald west- und östlich der Straße Chemin de Pailhas, nördlich von Viols-le-Fort bei Montpellier im Département Hérault in Frankreich und werden in die Kupferzeit (2800–2200 v. Chr.) datiert. Dolmen ist in Frankreich der Oberbegriff für Megalithanlagen aller Art (siehe: Französische Nomenklatur).

## Cazarils tombe ovale 1
Das kleine ovale Grab (Lage) besteht aus den Resten einer Kammer ohne den oberen, Kraggewölbeabschluss – (französisch Tombe en ruche genannt). Der äußere Durchmesser beträgt etwa 8,0 × 6,0 m, der innere etwa 4,0 × 2,5 m. Der Zugang liegt im Norden. Der erhaltene Teil der Kammer wird partiell von aufrechten Platten gebildet, die etwas mehr als einen halben Meter hoch sind. Über ihnen lag ursprünglich wohl ein Kraggewölbe.

Cazarils
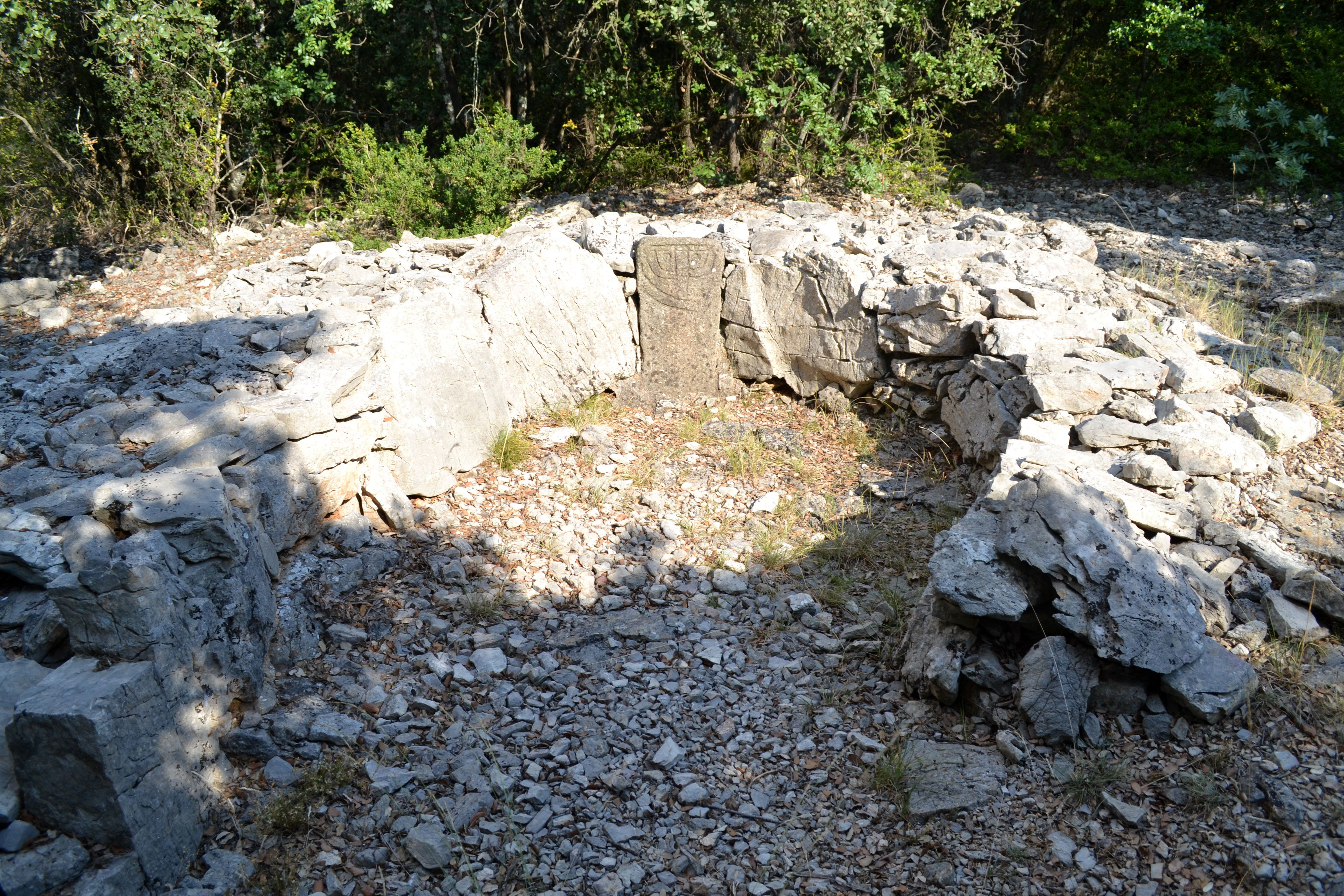
Cazarils 1
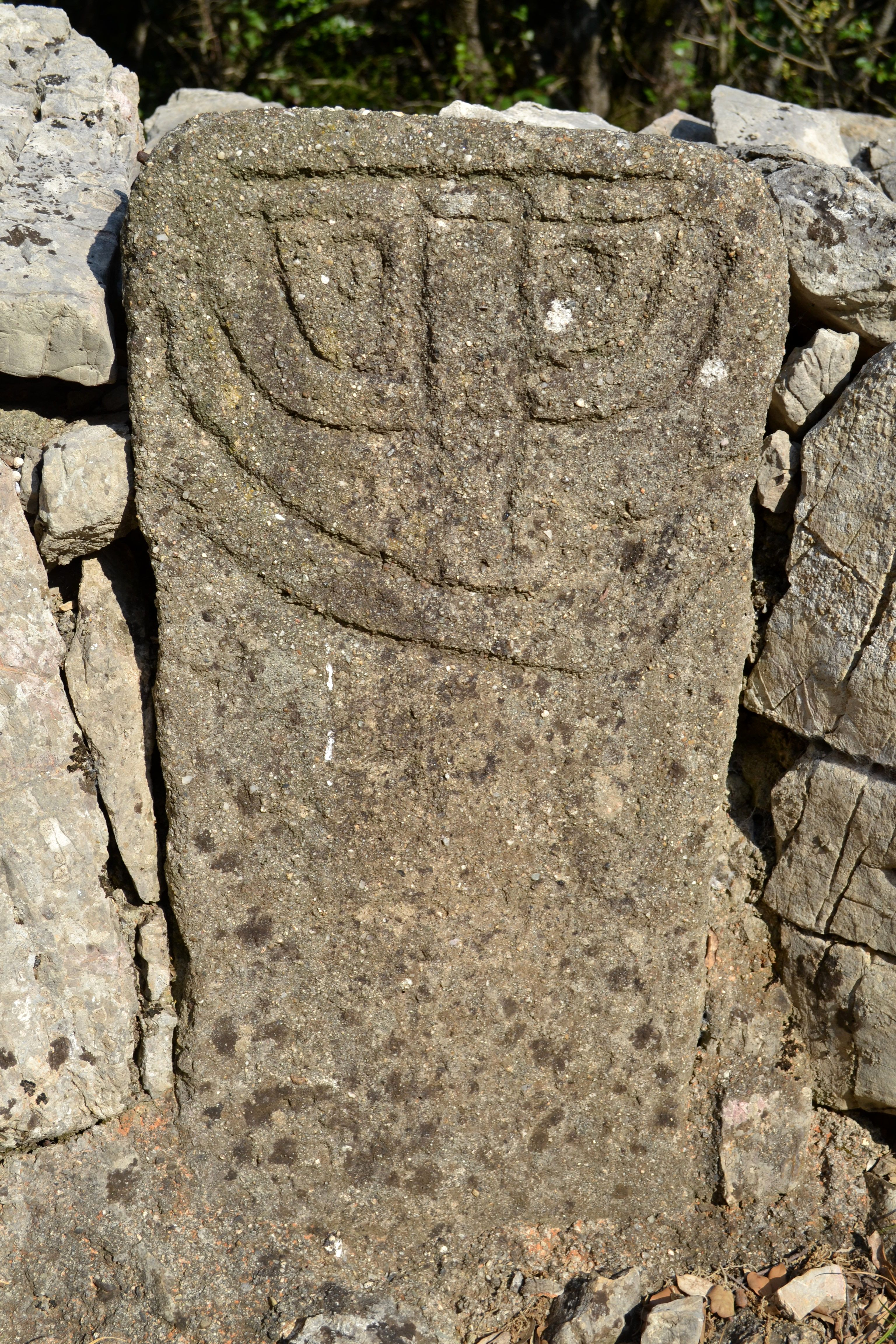
Cazarils 1
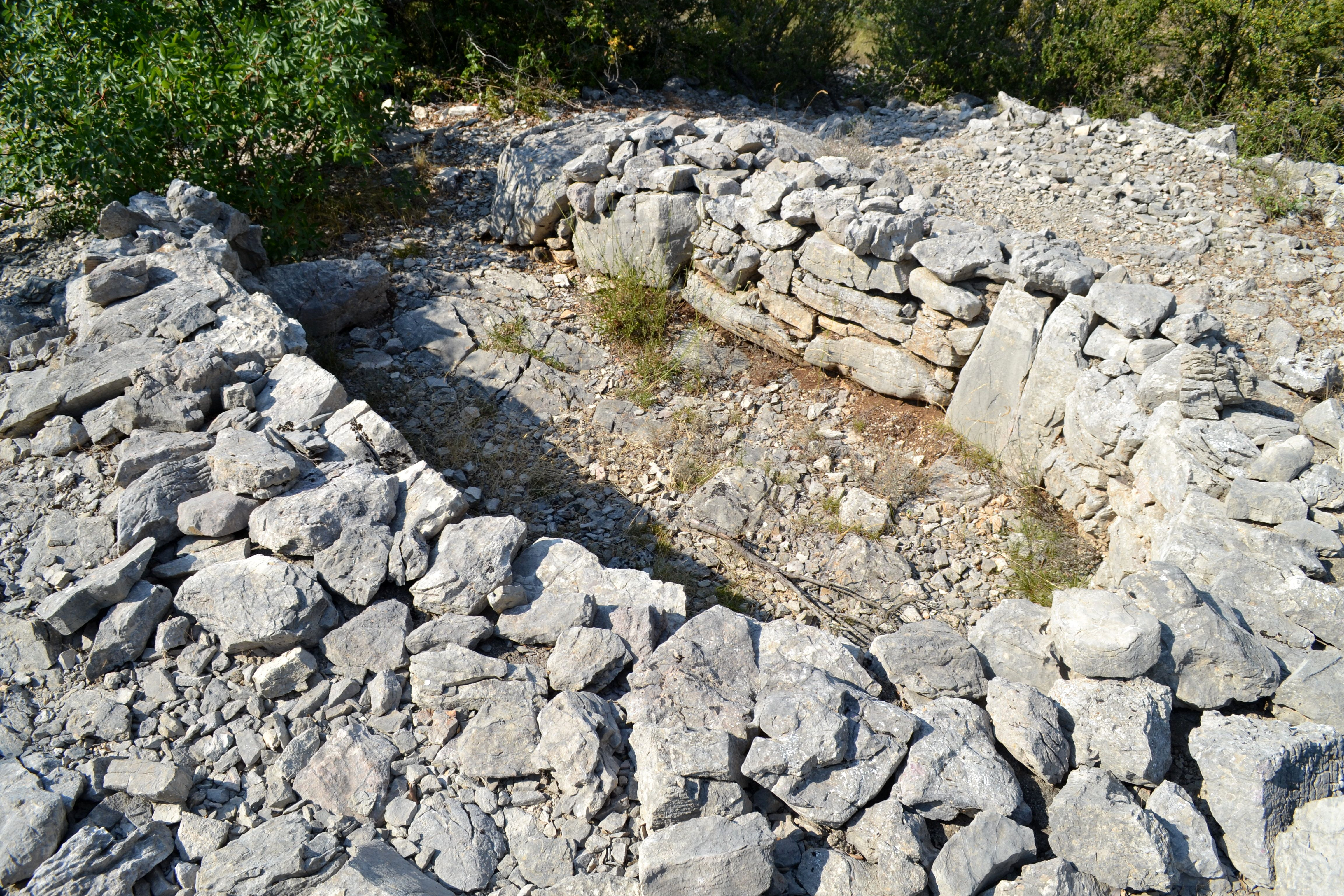
Cazarils 2

In der Mitte der Südseite steht die Kopie eines 1952 entdeckten Statuenmenhirs von 72 × 35 × 17 cm aus Kalkstein (das Original ist im Museum) mit dem Antlitz und der Kette einer Muttergöttin.
Ausgrabungen führten zur Entdeckung von Objekten der Bronze- und der frühen Eisenzeit (Rasiermesser mit seitlichem Griff). Diese Elemente deuten auf eine erneute Nutzung der Anlage, was zur nachträglichen Einbringung des Statuenmenhirs geführt haben könnte.

## Cazarils tombe ovale 2
Etwa 50 Meter von Cazarils tombe ovale 1 liegt das zweite, baulich gleichartige ovale Grab (erhalten als eher U-förmige Anlage) (Lage).
Es ist nicht viel größer als die erste. Die Wände der Kammer sind noch etwa 1,0 m hoch. Der Cairn ist größer und besser erhalten. Der Dolmen de la Draille liegt etwa 100 m entfernt.

## Cazarils tombe ovale 3
Das eher runde, sonst aber in der gleichen Bauweise wie Nr. 2 errichtete tombe 3 liegt auf der anderen Seite der Straße (Lage).
Bruno Marc hat im Herault 20 ovale Anlagen untersucht. Er hält sie für ein Zeugnis der Ankunft neuer Völker und Riten im Languedoc in der Kupfer- und Bronzezeit. Das innovative an diesen Anlagen ist aber lediglich ihre ovale Form (z. B. „Tombe ovale de Boussagues“, „Tombe ovale des Camps“, „Tombes ovales du Truc de Marti“, der Tumulus von Escout (mit dem ovalen Dolmen „Peyrecor II“) und der Dolmen von Cambous).